# Blossoms Shanghai
Blossoms Shanghai (títo original en xinès, 繁花) és una sèrie de televisió xinesa dirigida i produïda per Wong Kar-wai. Està adaptada de la novel·la Fan Hua escrita per Jin Yucheng. La sèrie està ambientada a Shanghai a la dècada de 1990 i és protagonitzada per Hu Ge, Ma Yili, Tiffany Tang i Xin Zhilei. És la primera sèrie de televisió dirigida per Wong. La sèrie va començar a emetre's a CCTV-8 i Tencent Video el 27 de desembre de 2023. S'ha subtitulat al català.
El rodatge va començar oficialment a Shanghai el 10 de setembre de 2020. L'escena principal "Huanghe Road" va ser reconstruïda a escala 1:1 al Shanghai Film Park, al districte de Songjiang.